# GNU Taler
GNU Taler est un système de microtransaction et de paiement électronique basé sur du logiciel libre,. GNU Taler n'est pas décentralisé et n'utilise pas de blockchain. Une signature aveugle est utilisée pour protéger la confidentialité des utilisateurs, en empêchant l'intermédiaire de savoir quelle pièce il a signée pour tel client.
Le projet est dirigé par Florian Dold et Christian Grothoff, auteur de GNUnet sur lequel Taler s'appuie. Taler est l'abréviation de « Taxable Anonymous Libre Economic Reserves, » (Réserves économiques taxables anonymes libres) et fait allusion au thaler, une monnaie présente en Allemagne au début de la période moderne. Il bénéficie du soutien du fondateur du projet GNU, Richard Stallman. Stallman a décrit le programme comme « conçu pour être anonyme pour le payeur, mais les bénéficiaires sont toujours identifiés ». Dans un article publié dans Security, Privacy, and Applied Cryptography Engineering, GNU Taler est décrit comme répondant à des considérations éthiques – le client payant est anonyme tandis que le commerçant est identifié et taxable. Une implémentation est fournie par Taler Systems SA,.

## Historique du projet
En novembre 2014, taler.net a été lancé par l'INRIA en tant que nouveau système de paiement électronique, et Christian Grothoff l'a présenté un mois plus tard lors d'une conférence fOSSa à l'INRIA.
Taler est devenu un paquet GNU officiel en février 2015 et sa première version a été publiée le 1er juin 2016.
En 2016, Taler Systems SA a été créée (dont le siège social est au Luxembourg), pour fournir un support commercial et une gestion aux utilisateurs de Taler. La même année, la société publie un article sur les paiements Web et finalisent les extensions Chrome et Firefox disponibles à fins de test.
En 2020, le projet a reçu une subvention de NLnet et de l'initiative Horizon 2020 Next Generation Internet (NGI) de la Commission européenne pour réaliser un audit de sécurité externe du système, qui a été réalisé par CodeBlau en juillet. En septembre, un système en direct a été lancé à la Haute école spécialisée de Berne, initialement destiné à un distributeur de snacks compatible Taler. En octobre, la RFC 8905 décrivant le schéma d'URI payto: a été publiée, permettant un moyen standardisé de fournir des paiements aux utilisateurs finaux sur Internet.
Leur coopération avec la Banque nationale suisse a donné lieu à de nombreux articles sur la relation entre les banques nationales conventionnelles et la monnaie électronique, les implications en matière de confidentialité et divers facteurs de viabilité financière. Il y avait également divers articles sur des problèmes de la vie réelle et leur traitement par Taler, comme la vérification anonyme de l'âge, les relations avec les banques centrales et l'euro ou l'utilisation de codes d'accès à usage unique.
En janvier 2024, le NGI a lancé un projet Taler à l'échelle européenne en tant que système de paiement préservant la confidentialité. En 2024, plusieurs sociétés d'audit ont annoncé qu'elles fournissaient des services aux fournisseurs de paiement Taler. En mai 2025, Taler démarre ses opérations en Suisse, coïncidant avec la sortie de sa version 1.0.